# PB63 Lady
Le PB63 Lady, ou jusque 2014 Minibasket Battipaglia, est un club italien féminin de basket-ball appartenant à la LegA Basket Femminile, soit le plus haut niveau du championnat italien basé dans la ville de Battipaglia, dans la province de Salerne (Campanie).

## Historique
- avant 2044 : Série A2
- 2014-2015 : Série A1
- 2015-2016 : Série A1 10e
- 2016-2017 : Série A1

## Joueuses célèbres ou marquantes
- Asia Boyd